# Hajdów-Zadębie
Hajdów-Zadębie – dzielnica w północno-wschodniej części Lublina, położona 5 km od centrum Lublina.

## Urbanistyka
Dzielnica składa się z części: Hajdów (na północy, przy ulicy Turystycznej), Zadębie II, Zadębie III, Zadębie IV, Zadębie Stare, Semborówka (w centrum dzielnicy) i Biskupie (przy granicy ze Świdnikiem). Do głównych ulic należą: prowadząca do Łęcznej Turystyczna, Mełgiewska (prowadząca do Mełgwi), Metalurgiczna. W 2013 został otwarty przystanek kolejowy Lublin Zadębie.
Na Hajdowie znajduje się największa w Lublinie oczyszczalnia ścieków. Ponadto w zachodniej części dzielnicy znajdują się ogródki działkowe Pionier. Stosunkowo dużą część tej dzielnicy zajmują tory kolejowe. Na obrzeżach dominują tereny rolnicze. Hajdów-Zadębie wraz z Ponikwodą są ostatnimi dzielnicami Lublina nad Bystrzycą.

## Administracja
Granice dzielnic administracyjnych Hajdowa-Zadębia określa statut dzielnicy uchwalony 19 lutego 2009. Granice Hajdowa-Zadębia tworzą: od północy Bystrzyca, od wschodu granica miasta, od południa tory PKP – tory PKP w kierunku ul. Mełgiewskiej – ul. Mełgiewska, a od zachodu tory PKP.
Hajdów-Zadębie ma powierzchnię 9 km². Według stanu na 30 czerwca 2018 na pobyt stały na Hajdowie-Zadębiu były zarejestrowane 2404 osoby.